# Rudolf Roth

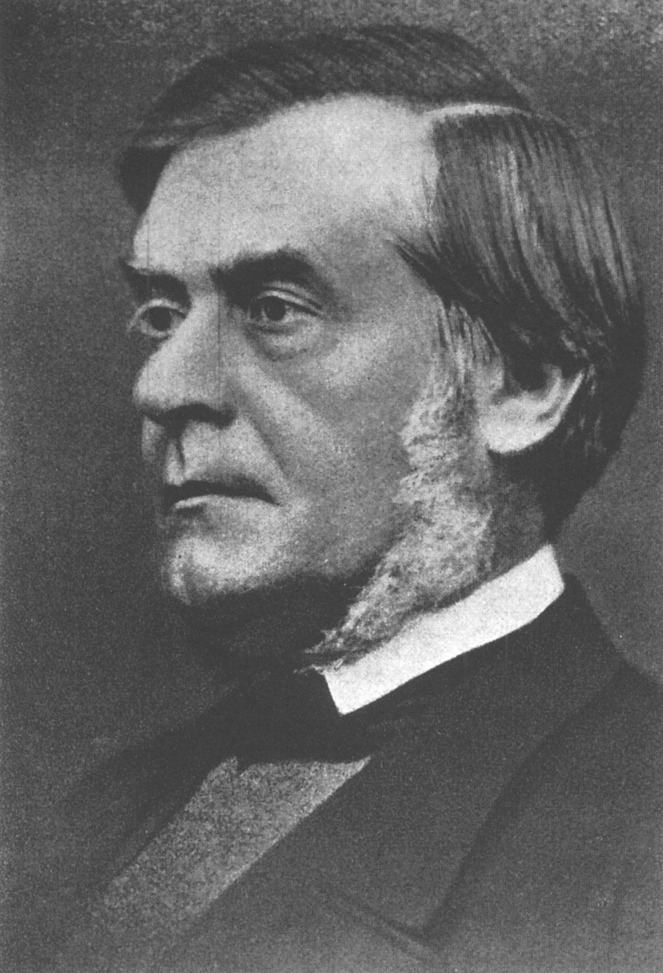
Rudolf Roth

Rudolf von Roth (1821 - 1895), indólogo y orientalista alemán.
Tutelado por el sanscristista francés Eugène Burgouf, fue alumno de Friedrich Maximilian Mueller e hizo su tesis sobre literaturas védicas, Zur Literatur und Geschichte des Veda. Editó el Yaksa’s Nirukta dictionary. Fue profesor en la universidad de Tübingen. Estudió raros manuscritos en sánscrito. Algunas de sus opiniones han sido clasificadas como ultranacionalistas y racistas. 
- Datos: Q67420
- Multimedia: Rudolf von Roth / Q67420